# Taihorina
Taihorina is een geslacht van halfvleugeligen uit de familie Machaerotidae. De wetenschappelijke naam van dit geslacht is voor het eerst geldig gepubliceerd in 1915 door Schumacher.

## Soorten
Het geslacht Taihorina omvat de volgende soorten:
- Taihorina batangana (Lallemand, 1951)
- Taihorina geisha Schumacher, 1915
- Taihorina simplex Maa, 1963